# Battaglia di Alessandretta
La Battaglia di Alessandretta fu il primo scontro tra le armate dell'Impero bizantino e del Califfato fatimide in Siria. Fu combattuta all'inizio del 971 nei pressi di Alessandretta, mentre il principale esercito fatimide stava assediando Antiochia, che i Bizantini avevano preso due anni prima. I Bizantini, condotti da uno degli eunuchi del seguito dell'imperatore Giovanni I Zimisce, adescarono un distaccamento fatimide di 4 000 uomini ad attaccare il loro accampamento vuoto e poi li attaccarono da tutti i lati, distruggendo l'armata fatimide. La sconfitta ad Alessandretta, insieme all'invasione della Siria meridionale da parte dei Carmati, costrinse i Fatimidi a levare l'assedio di Antiochia portando al consolidamento del controllo bizantino sulla Siria settentrionale.

## Contesto storico
Il 28 ottobre 969, Antiochia cadde in mano dei Bizantini condotti dal generale Michele Bourtzes. Alla caduta della grande metropoli della Siria settentrionale fece presto seguito un trattato tra i Bizantini e l'Emirato di Aleppo retto dagli Hamdanidi, che rese Aleppo un vassallo tributario di Bisanzio e cedette all'Impero bizantino le ex zone di frontiera abbasidi (thughur) in Cilicia e in Giazira, nonché la striscia costiera della Siria compresa tra il Mar Mediterraneo e il fiume Oronte fino ai sobborghi di Tripoli, Arqa e Shayzar. Il controllo bizantino di questa zona era inizialmente solo teorico, e l'assassinio dell'imperatore bizantino Niceforo II Foca nel dicembre 969 rischiò seriamente di compromettere il mantenimento delle acquisizioni territoriali bizantine nella regione.
Nel frattempo, più a sud, le truppe fatimidi di Ifriqiya, sotto il comando di Jawhar al-Siqilli, avevano appena conquistato l'Egitto sottraendolo agli Ikhshididi. La propaganda fatimide, in linea con lo spirito del jihad e al fine di legittimare il loro governo, sfruttò la conquista bizantina di Antiochia e la conseguente minaccia posta dagli "Infedeli" ai territori islamici per giustificare le mire fatimidi sulla Siria, descrivendole come volte a ristabilire un governo giusto sulla regione una volta scacciati i Bizantini. Le notizie della caduta di Antiochia contribuirono alla decisione dei Fatimidi di consentire a Jawhar di spedire Ja'far ibn Falah a invadere la Palestina. Ja'far sconfisse ciò che restava degli Ikhshididi sotto al-Hasan ibn Ubayd Allah ibn Tughj e prese Ramla nel maggio 970, prima di occupare Damasco nel novembre dello stesso anno.

## Assedio di Antiochia e battaglia ad Alessandretta
Quasi immediatamente dopo la sottomissione di Damasco, Ja'far ibn Falah affidò a uno dei suoi ghilman, di nome Futuh ("Vittorie"), il compito di portare avanti il jihad promesso contro i Bizantini, anche se la compilazione del XV secolo Uyun al-Akhbar dello storico yemenita Idris Imad al-Din menziona anche Akhu Muslim come comandante. Futuh radunò un imponente esercito, costituito da Berberi dei Kutama e rafforzato ulteriormente da reclute dalla Palestina e dalla Siria meridionale, e partì per assediare Antiochia nel dicembre 970. Lo storico bizantino Giorgio Cedreno riporta la cifra esagerata di 100 000 soldati per l'esercito fatimide, mentre Imad al-Din fornisce la cifra di 20 000 effettivi. I Fatimidi assediarono la città, ma i suoi abitanti opposero strenua resistenza, e Ibn Falah dovette inviare come rinforzi "un'armata dopo l'altra", nella descrizione dello storico del XIV secolo Abu Bakr ibn al-Dawadari, apparentemente costituite dalle reclute della Siria meridionale. Secondo il resoconto dello storico egiziano del XV secolo al-Maqrizi, fu grazie a questi rinforzi, di cui fornisce la cifra di 4 000 uomini, che divenne possibile interrompere completamente il rifornimento della città assediata intercettando le carovane dirette verso di essa.
Nel frattempo, l'assassino e successore di Niceforo, Giovanni I Zimisce, non fu in grado di intervenire di persona a causa della minaccia ancora peggiore posta dall'invasione dei Balcani da parte di Sviatoslav I di Kiev. Di conseguenza, si limitò a inviare un esercito numericamente esiguo sotto il comando di un fidato eunuco del suo seguito, il patrikios Nicola, che secondo il coevo Leone Diacono aveva una certa esperienza militare, per liberare la città dall'assedio. Nel frattempo, l'assedio di Antiochia si era protratto per cinque mesi tra inverno e primavera, senza risultati. A un certo punto, un distaccamento fatimide—secondo Ibn al-Dawadari costituito da 4 000 uomini sotto il comando di un capitano berbero di nome Aras e dell'ex emiro di Tarso, Ibn az-Zayyat—si mosse verso nord contro Alessandretta, dove era accampato l'esercito di liberazione bizantino. Informato del loro avvicinamento, il comandante bizantino evacuò l'accampamento e si preparò a tendere una imboscata con le sue truppe. Trovando l'accampamento nemico vuoto, le truppe fatimidi cominciarono a saccheggiarlo, incuranti di qualsiasi precauzione. In quel momento, Nicola sferrò un attacco a sorpresa da tutti i lati e l'armata fatimide fu annientata; la maggior parte dei soldati musulmani perirono, ma Aras con Ibn az-Zayyat riuscì a fuggire.
La sconfitta ad Alessandretta fu un colpo pesante al morale dei Fatimidi. Insieme alla notizia che Damasco era minacciata dai Carmati, un gruppo radicalista ismailita rivale dei Fatimidi che si era originato nell'Arabia orientale, fu il motivo per cui Ibn Falah ordinò a Futuh di levare l'assedio di Antiochia all'inizio di luglio 971. L'esercito fece ritorno a Damasco, da dove i diversi contingenti si dispersero per fare ritorno nei loro distretti di residenza.

## Conseguenze
Il primo scontro tra le due maggiori potenze del Mediterraneo orientale si era così concluso con la vittoria bizantina che, se da un lato consolidò le posizioni bizantine nella Siria settentrionale, dall'altro indebolì e danneggiò i Fatimidi, sia in termini di perdite militari sia nel morale e nella reputazione. A dire dello studioso Paul Walker, avesse Ibn Falah "posseduto le truppe e il prestigio perduti ad Alessandretta, avrebbe potuto resistere all'assalto dei Carmati. Le armate dei distretti locali avrebbero potuto essergli di aiuto se non fossero state disperse". Ja'far non fu in grado di opporre resistenza ai Carmati e i loro alleati Beduini; facendo la scelta fatale di confrontarsi con loro nel deserto, fu sconfitto e ucciso in battaglia nell'agosto 971. Si trattò di una grave sconfitta, che portò al collasso quasi totale del controllo fatimide in Siria meridionale e Palestina e all'invasione carmata dell'Egitto. I Fatimidi, tuttavia, riuscirono a respingere l'invasione davanti a Fustat e successivamente a espellere i Carmati dalla Siria e a ripristinare la propria sovranità sulla provincia recalcitrante. I Bizantini rimasero inattivi fino alle campagne militari condotte da Giovanni Zimisce in persona nel 974–975. Benché l'imperatore fosse avanzato in profondità nei territori islamici e avesse finanche minacciato la stessa Gerusalemme, la sua morte nel gennaio 976 portò alla perdita delle sue effimere conquiste e i Bizantini non avrebbero mai più tentato di avanzare così lontano dai loro possedimenti in Siria Settentrionale incentrati su Antiochia.